# Високопродуктивне насадження сосни (Дубіївське лісництво)
Високопродуктивне насадження сосни — ботанічна пам'ятка природи місцевого значення. Об'єкт розташований на території Черкаського району Черкаської області, квартал 159, виділи 1, 2, 10 Дубіївського лісництва.
Площа — 63 га, статус отриманий у 2000 році.
Охороняється високобонітетне середньовікове насадження сосни як зразок вдалого лісовирощування.